# Anodonthyla nigrigularis
Anodonthyla nigrigularis е вид жаба от семейство Microhylidae.

## Разпространение
Видът е разпространен в Мадагаскар.